# Bár (Ungheria)
Bár è un comune dell'Ungheria di 557 abitanti (dati 2008) situato nella contea di Baranya, nella regione Transdanubio Meridionale.